# George Dance el Joven
George Dance el Joven (1741 - 14 de enero de 1825) fue un destacado arquitecto inglés y agrimensor de los siglos XVIII y XIX. Entre sus obras arquitectónicas más importantes se encuentran la Galería Boydell Shakespeare, la cárcel Newgate Prison y otros edificios de estilo victoriano. 

## Biografía

### Inicios

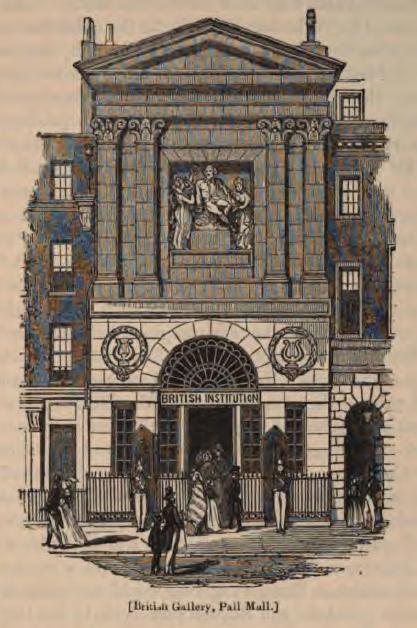
Grabado de Charles Knight del edificio de la Galería Boydell Shakespeare en 1851, del arquitecto George Dance el Joven, después de su compra por la Institución Británica.

Fue el quinto y último hijo de George Dance el Viejo, y proveniente de una familia de notables y destacados arquitectos, artistas y dramaturgos. George Dance el Joven fue aclamado por el señor John Summerson como «uno entre los escasos arquitectos verdaderamente destacados del siglo». A pesar de ello, muy pocos de sus edificios han llegado hasta nuestros días. 
Fue educado en la escuela St.Paul’s School, ubicada en la ciudad de Londres. A los 17 años, fue enviado a Italia para que estudiase la carrera de arquitectura, y se reunió con su hermano Nathaniel Dance Holland, que en ese momento estaba aprendiendo pintura en Roma. George fue miembro de una de las academias de arquitectura de Italia, y demostró ser un prometedor dibujante, y la mayoría de su trabajo posterior fue inspirado en el artista Giovanni Battista Piranesi, que era uno de sus conocidos.

### Carrera profesional
A los 27 años, George heredó el cargo de agrimensor y arquitecto del área City de Londres, después de la muerte de su padre en 1768. Sin embargo, en el pasado George ya se había destacado como arquitecto con su propuesta de diseño del puente Blackfriars Bridge la cual envió a la exhibición de 1761 de la Incorporated Society of Artists. 
Su proyecto más temprano en Londres fue la reconstrucción de la iglesia All Hallows-on-the-Wall en 1767. Posteriormente, sus trabajos públicos de mayor envergadura fueron la reconstrucción de la cárcel Newgate Prison en 1770 y la fachada del edificio Guildhall en Londres. Entre otras de sus obras están la iglesia St. Bartholomew-the-Less (1797). En la ciudad de Bath, estuvo involucrado en el diseño del teatro Theatre Royal, que fue construido por John Palmer en el periodo de 1804-05. Uno de sus pupilos fue el señor John Soane.
La mayoría de sus edificios han sido demolidos, incluyendo el Royal College of Surgeons, la cárcel Newgate Prison, el hospital St. Luke’s Hospital for Lunatics, la Galería Boydell Shakespeare en Pall Mall, la biblioteca Landsowne House, las residencias Ashburnham Place y Stratton Park (aún se mantiene un pórtico de estilo toscano), el consejo de la cámara de los comunes y la corte del chambelán en el edificio Guildhall. 
Conjuntamente con su hermano Nathaniel, fue un miembro fundador de la institución artística Royal Academy en 1768, y el segundo profesor de arquitectura de dicho establecimiento durante el periodo de 1798 a 1805. Durante algunos años fue considerado como uno de los últimos sobrevivientes de los 40 académicos fundadores. 
Los últimos años de su vida los dedicó al arte exclusivamente al contrario de actividades relacionadas con la arquitectura, y después de 1798 sus contribuciones a la academia únicamente consistían en retratos al carboncillo de sus amigos, 72 de los cuales fueron grabados y publicados en 1808-1814. Muchos de estos retratos se encuentran en la galería de retratos National Portrait Gallery. George Dance el Joven renunció a su cargo en 1815 y falleció en 1825 a causa de una enfermedad. Fue enterrado en la Catedral de San Pablo de Londres.